# NGC 914
NGC 914 (również PGC 9253 lub UGC 1887) – galaktyka spiralna (Sc), znajdująca się w gwiazdozbiorze Andromedy. Odkrył ją Édouard Jean-Marie Stephan 30 listopada 1878 roku.